# Michael Apple

Michael W. Apple (n. 1942) es un pedagogo y sociólogo de la educación estadounidense. Es profesor John Bascom de Currículum e Instrucción y Estudio de Políticas Educativas en la Universidad de Wisconsin-Madison. Fue profesor de Educación Primaria y Secundaria en Nueva Jersey y presidente del sindicato docente.
Su obra ha sido de gran influencia en el área de la Pedagogía Crítica, los estudios sobre ideología y currículum y el desarrollo de escuelas democráticas. Es un autor muy crítico con los principios de la educación neoliberal y la utilización de los cheques escolares. Sus investigaciones parten de algunas preguntas básicas como: ¿de quién es el conocimiento que se enseña y de quién no? ¿Quién se beneficia de la educación y quién no? ¿Qué podemos hacer para que la escuela sea más crítica y más democrática?.

## Obras destacadas
En 2012 salió a la luz una de sus obras más influyentes: Ideología y Currículum. En esta obra el profesor Apple analiza cómo la escuela reproduce la estructura ideológica y las formas de control social y cultural de las clases dominantes de la sociedad. Michael, parte del concepto de hegemonía para analizar la relación entre cultura, poder y economía. Afirma que si bien es cierto que existen actos de resistencia en la cultura, la mayoría de las veces las personas estamos influenciadas por la ideología dominante, al grado de que la apropiamos e interiorizamos.  El autor desarrolla cuál ha sido la evolución histórica de los estudios sobre currículo educativo y de qué modo se esconde el conflicto a través del currículo oculto, argumenta que en Norteamérica se ha privilegiado una interpretación de la realidad a partir del consenso. Tanto la ciencia como las diferentes áreas temáticas son presentadas ocultando el conflicto que existe dentro de los diferentes campos del saber. Asimismo, hace un crítica a lo que denomina "conocimiento del alto estatus", sostiene que en las últimas décadas se le ha dado mayor prestigio al conocimiento técnico, de  manera específica al conocimiento de las ciencias exactas, y se ha menospreciado a las ciencias sociales. Esto lo atribuye a la necesidad de maximizar la producción de bienes, lo que trae consigo beneficios para la clase dominante.
En su obra Democratic Schools realizó, en colaboración con el profesor James A. Beane, un estudio pionero sobre los componentes de una escuela democrática ilustrando con cuatro ejemplos de escuelas públicas estadounidenses. Para los dos autores una escuela democrática debe contar con estructuras y procesos democráticos, lo que supone la participación de la comunidad, la inclusión y la cooperación y búsqueda del bien común. Asimismo, se debe favorecer un currículum democrático en el que se incluyan distintas voces y se fomente la interpretación crítica por parte del alumnado. Sus argumentos apoyan la idea de que la democracia se aprende en el ejercicio y la práctica cotidiana dentro y fuera de la escuela. Este trabajo, que se considera como el más representativo a nivel internacional del movimiento sobre escuelas democráticas, ha inspirado estudios de corte similar en distintos países, entre ellos en España.